# Organigram

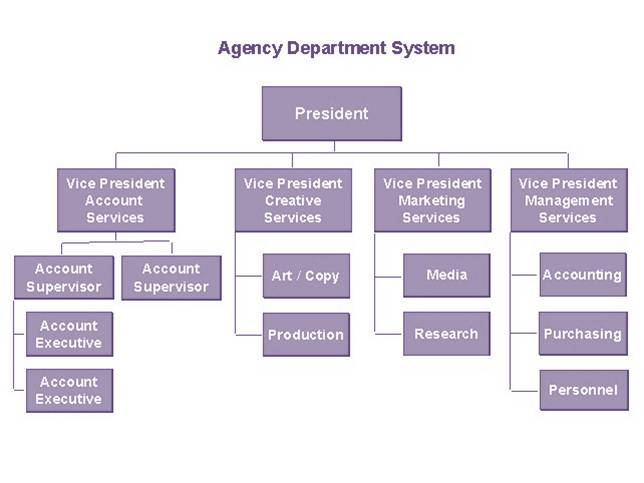
Příklad funkčního hybridního schématu organizace

Organigram, nazývaný také organizační schéma, organogram nebo organizační struktura, je diagram, který znázorňuje strukturu organizace a vztahy a relativní postavení jejích částí a pozic/pracovních míst. Tento termín se používá také pro podobné diagramy, například diagramy znázorňující různé prvky oboru znalostí nebo skupiny jazyků.

## Přehled

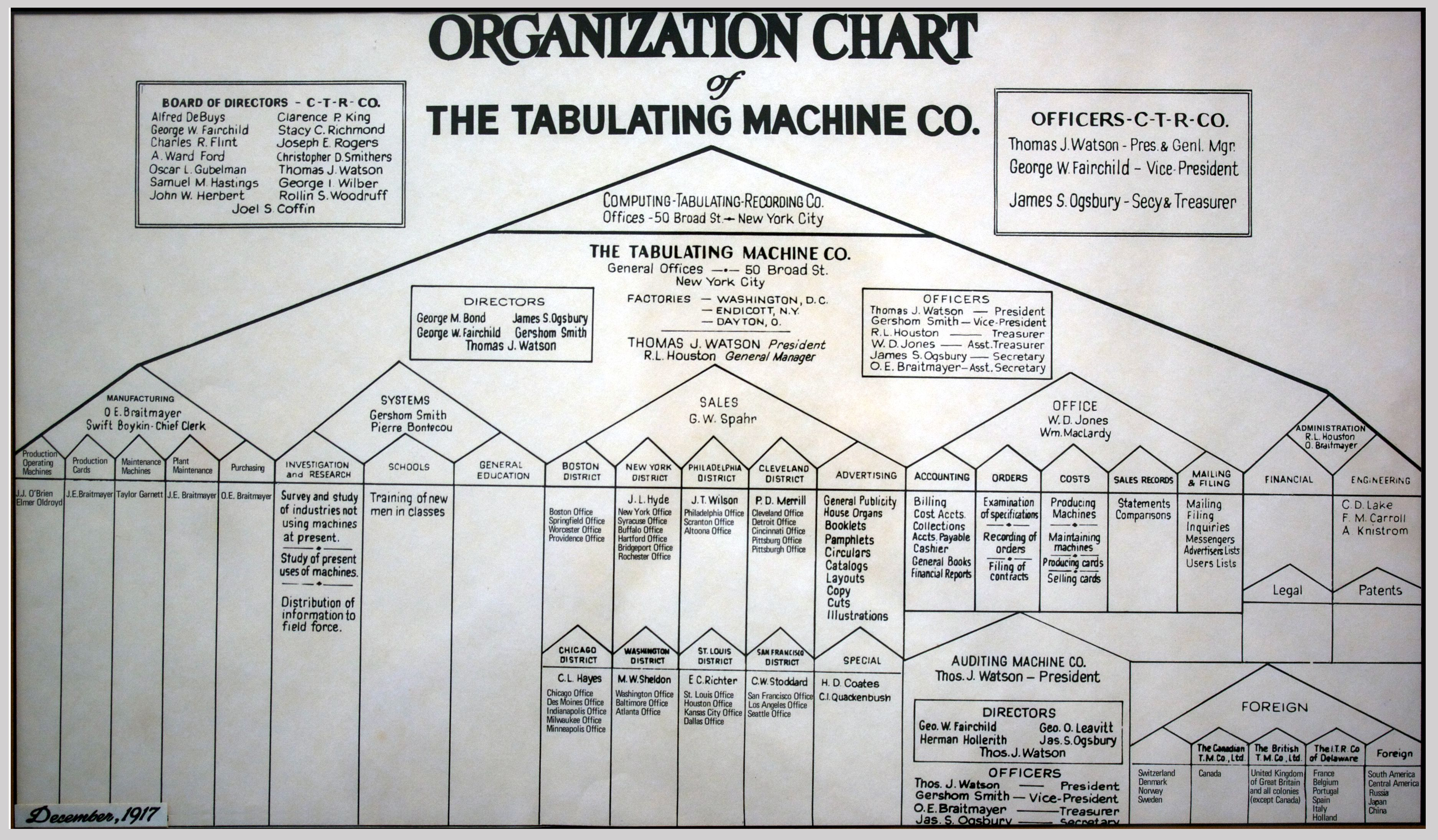
Organizační schéma společnosti Tabulating Machine Company ve stylu pyramidy, 1917 s řediteli, úředníky a různými systémy

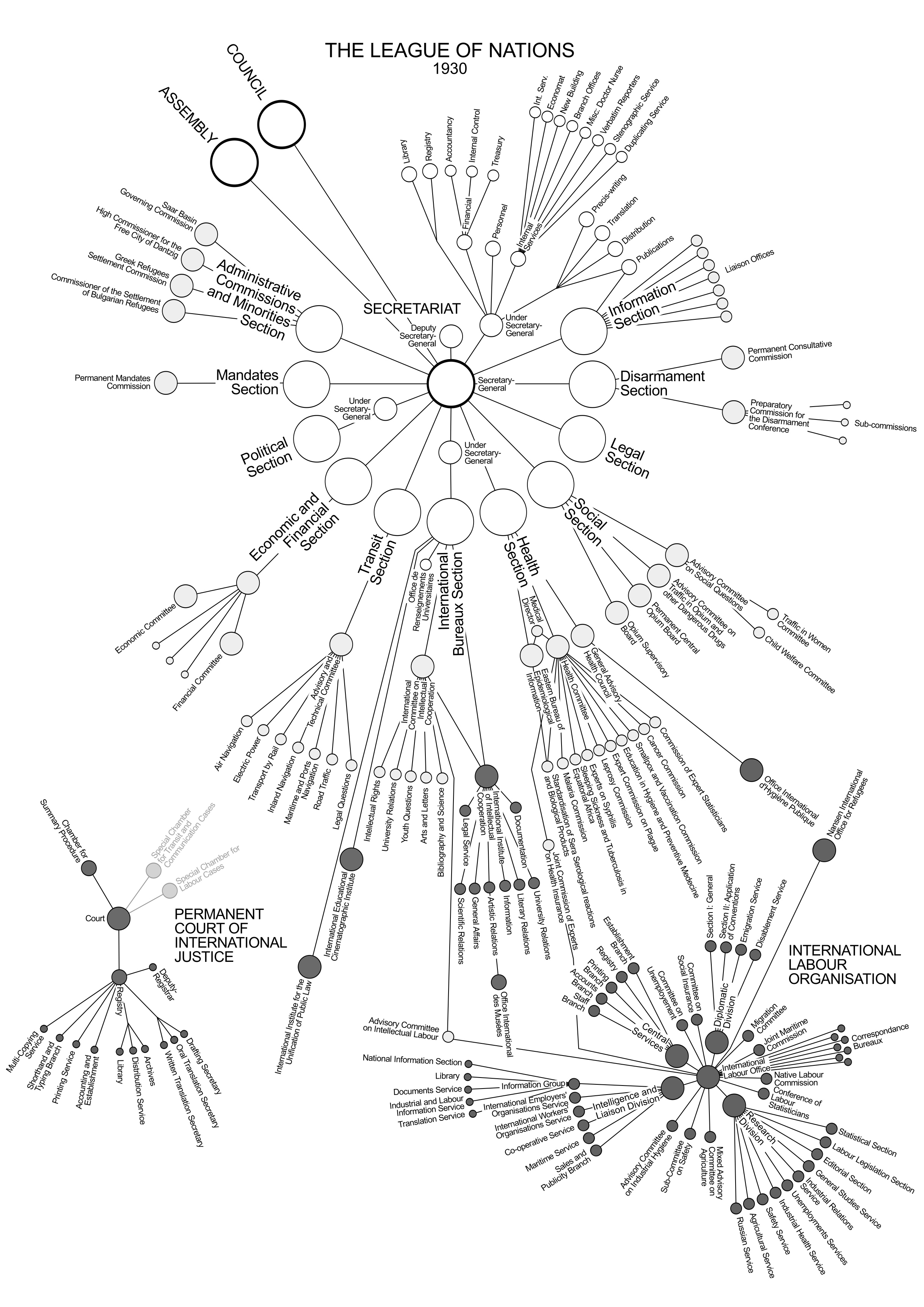
Komplexní organizační schéma Společnosti národů, 1930 se sekretariátem, poradními orgány a organizacemi třetích stran

Organizační schéma je diagram, který graficky znázorňuje vztah jednoho pracovníka k druhému nebo dalším pracovníkům společnosti. Používá se také k zobrazení vztahu jednoho oddělení k jinému nebo jiným nebo jedné funkce organizace k jiné nebo jiným. Tento diagram je cenný tím, že umožňuje představit si celou organizaci, a to prostřednictvím obrazu, který ji znázorňuje.
Organizační schéma společnosti obvykle znázorňuje vztahy mezi lidmi v organizaci. Tyto vztahy mohou zahrnovat vztahy mezi manažery a podřízenými pracovníky, mezi řediteli a jednateli, mezi generálním ředitelem a různými odděleními atd. Když se organizační schéma příliš rozroste, může být rozděleno na menší schémata pro jednotlivá oddělení v rámci organizace. Mezi různé typy organizačních schémat patří např.:
- Hierarchické uspořádání organizace
- Maticové řízení organizace
- Plošné uspořádání organizace (známé také jako horizontální)

Pro tvorbu organizačních schémat neexistuje jiná uznávaná forma, než že se hlavní úředník, oddělení nebo funkce uvede na prvním místě nebo v čele listu a ostatní se uvedou pod ním v pořadí podle své hodnosti. Tituly úředníků a někdy i jejich jména jsou uzavřeny v rámečcích nebo kroužcích. Od jednoho rámečku nebo kroužku k druhému se obvykle vedou čáry, které znázorňují vztah jednoho úředníka nebo oddělení k ostatním.

## Historie
Skotsko-americký inženýr Daniel McCallum (1815–1878) se zasloužil o vytvoření prvních organizačních schémat amerických podniků kolem roku 1854. Organigramy pro ně nakreslil George Holt Henshaw.
Pojem „organizační schéma“ se začal používat na počátku dvacátého století. V roce 1914 Brinton prohlásil, že „organizační schémata nejsou zdaleka tak rozšířená, jak by měla být. Protože organizační schémata jsou vynikajícím příkladem rozdělení celku na jednotlivé složky, uvádíme zde několik příkladů v naději, že prezentace organizačních schémat ve vhodné formě povede k jejich širšímu používání.“ V těchto letech propagovali používání organizačních schémat průmysloví inženýři.
Ve dvacátých letech 20. století průzkum ukázal, že organizační schémata stále nejsou běžná v běžných obchodních společnostech, ale začínají se prosazovat v administrativních a obchodních podnicích.
Termín „organigram“ vznikl v 60. letech 20. století.

## Omezení
Organizační schémata mají několik omezení:
- Při ruční aktualizaci mohou organizační schémata velmi rychle zastarat, zejména ve velkých organizacích, které pravidelně mění své zaměstnance.
- Ukazují pouze „formální vztahy“ a nevypovídají nic o struktuře lidských (sociálních) vztahů, které se vyvíjejí. Často také nezobrazují horizontální vztahy.
- Poskytují málo informací o přijatém stylu řízení (např. „autokratický“, „demokratický“ nebo přechodný styl).
- V některých případech může být vhodnější organigraf, zejména pokud chceme ukázat nelineární, nehierarchické vztahy v organizaci.
- Často nezahrnují zákazníky.

I když jsou považovány za synonyma, přesto existují určité rozdíly mezi termínem organigram a organogram. Důvodem může být řešení omezení. Organogram je pružnější a přizpůsobivější změnám v organizaci, například novým produktům, službám nebo partnerstvím. Organizační schéma (organigram) je rigidnější a stabilnější a nemusí odrážet současnou realitu organizace.

## Příklady

Jednoduchá schémata pro potřeby armády

Příklad vpravo ukazuje jednoduché hierarchické organizační schéma.
Příkladem „liniového vztahu“ (neboli řetězce velení ve vojenských vztazích) v této tabulce je vztah mezi generálem a dvěma plukovníky – plukovníci jsou přímo odpovědní generálovi.
Příkladem „bočního vztahu“ v tomto schématu by byl vztah mezi „kapitánem A“ a „kapitánem B“, kteří oba pracují na úrovni a oba jsou podřízeni „plukovníkovi B“.
K označení různých rolí lze použít různé tvary, jako jsou obdélníky, čtverce, trojúhelníky, kruhy. Barvu lze použít jak pro ohraničení tvarů, tak pro spojovací čáry, které označují rozdíly v pravomocích a odpovědnosti, případně formální, poradní a neformální vazby mezi lidmi. Oddělení nebo pozice, které teprve vzniknou nebo jsou v současné době neobsazené, mohou být zobrazeny jako tvar s tečkovaným obrysem. Důležitost pozice může být znázorněna jak změnou velikosti tvaru, tak jeho vertikálním umístěním na grafu.